# 長谷部亮一
長谷部 亮一（はせべ りょういち、1924年（大正13年）10月23日 - ）は、日本の経済学者。統計学者。経済学博士。元小樽商科大学学長・小樽商科大学名誉教授・北海学園大学名誉教授。

## 来歴[2]
北海道野付郡別海村字オダイトウ生まれ。1941年（昭和16年）12月、根室商業学校（現北海道根室高等学校）を卒業。1944年（昭和19年）9月、小樽高等商業学校を卒業。1948年（昭和23年）3月、東京商科大学（現一橋大学）商学部を卒業。1948年（昭和23年）小樽経済専門学校講師に採用、1954年（昭和29年）小樽商科大学商学部助教授。その後、立正大学経済学部教授、北海道大学経済学部教授、北海道総合経済研究所長を経て、1972年（昭和47年）小樽商科大学商学部教授、1976年（昭和51年）、第5代小樽商科大学附属図書館長に就任。1980年（昭和55年）第5代小樽商科大学学長に就任。1984年（昭和59年）小樽商科大学退官。同名誉教授。北海学園大学経済学部教授。1997年（平成9年）北海学園大学退職。同名誉教授。
1962年、北海道大学経済学博士。論文の題は「無償用役と国民所得」。

## 研究
経済統計学や国民所得分析および経済成長論を研究。

## 受賞歴
2000年（平成12年）勲二等瑞宝章

## 著作

### 共著
- 山田勇ほか『例解経済学』白桃書房、1963年。NDLJP:3009240。

### 訳書
- サイモン・クズネッツ『経済成長 : 六つの講義』（巌松堂出版、1961年）
- サイモン・クズネッツ『戦後の経済成長』（山田雄三と共訳、岩波書店、1966年）